# Mika Köngäs
Mika Köngäs, né le 27 avril 1993, est un joueur finlandais de badminton,. En 2014, il remporte une médaille de bronze aux Championnats d'Europe de badminton par équipes 2014 de Bâle.